# Кудимов, Павел Васильевич
Павел Васильевич Куди́мов (1899, с. Верхний Авзян, Оренбургская губерния — 27 октября 1943, с. Ходоров, Киевская область) — участник Великой Отечественной войны, командир взвода 979-го стрелкового полка 253-й стрелковой дивизии 40-й армии Воронежского фронта, старшина. Герой Советского Союза.

## Биография
Получил начальное образование, работал бухгалтером Кагинского лесопункта Авзянского леспромхоза.
В 1941 призван в Красную Армию. С 1942 — в боях Великой Отечественной войны.
В ночь на 26 сентября 1943 года, форсировав Днепр, первым высадился на правый берег в районе села Ходоров Мироновского района Киевской области Украины, повёл взвод в атаку и занял высоту. Бойцы отбили несколько контратак противника и удержали рубеж, обеспечив продвижение остальных подразделений полка. Противник потерял только убитыми более двадцати солдат и офицеров. Были уничтожены две пулемётные точки.
П. В. Кудимов погиб 27 октября 1943 года. Похоронен в селе Ходоров Киевской области.
Указом Президиума Верховного Совета СССР от 29 октября 1943 года за образцовое выполнение боевых заданий командования и проявленные при этом геройство и мужество старшине Кудимову Павлу Васильевичу посмертно присвоено звание Героя Советского Союза.

## Награды
- Медаль «Золотая Звезда» (29.10.1943)[2].
- Орден Ленина.

## Память
Именем П. В. Кудимова названы улицы в Верхнем Авзяне Белорецкого района и г. Баймак Баймакского района Республики Башкортостан. В городе Белорецке установлен его бюст.